# Carolyn Omine
Carolyn Omine est une scénariste et productrice américaine pour la télévision. Elle a travaillé notamment pour La Fête à la maison, The Parent 'Hood et Les Simpson.
Elle a aussi été productrice exécutive pendant la septième saison des Simpson et productrice pour la saison 8.

## Filmographie

### Scénariste

#### PourLes Simpson
| Année | Titre                                         | Titre original                                 | Saison | Épisode | Réalisateur        |
| ----- | --------------------------------------------- | ---------------------------------------------- | ------ | ------- | ------------------ |
| 2000  | Big Mama Lisa                                 | Little Big Mom                                 | 11     | 10      | Mark Kirkland      |
| 2000  | Simpson Horror Show XI - La Nuit du dauphin   | Treehouse of Horror XI - Night of the Dolphin  | 12     | 1       | Matthew Nastuk     |
| 2000  | Les Escrocs                                   | The Great Money Caper                          | 12     | 7       | Michael Polcino    |
| 2001  | Simpson Horror Show XII - Les petits sorciers | Treehouse of Horror XII - Wiz Kids             | 13     | 1       | Jim Reardon        |
| 2002  | La Chasse au sucre                            | Sweet and Sour Marge                           | 13     | 8       | Mark Kirkland      |
| 2003  | Les Muscles de Marge                          | Strong Arms of the Ma                          | 14     | 9       | Pete Michels       |
| 2004  | Quel gros Q.I. !                              | Smart and Smarter                              | 15     | 13      | Steven Dean Moore  |
| 2005  | Krusty chasseur de talents                    | A Star Is Torn                                 | 16     | 18      | Nancy Kruse        |
| 2006  | Marge reste de glace                          | Ice Cream of Margie (with the Light Blue Hair) | 18     | 7       | Matthew Nastuk     |
| 2007  | Le Barbier de Springfield                     | Homer of Seville                               | 19     | 2       | Michael Polcino    |
| 2008  | C comme crétin                                | Dial 'N' for Nerder                            | 19     | 14      | Bob Anderson       |
| 2009  | L'Insurgée                                    | The Great Wife Hope                            | 21     | 3       | Matthew Faughnan   |
| 2010  | Chef de cœur                                  | Chief of Hearts                                | 21     | 18      | Chris Clements     |
| 2011  | Simpson Horror Show XXII                      | Treehouse of Horror XXII                       | 23     | 3       | Matthew Faughnan   |
| 2012  | Nom d'un chien                                | To Cur with Love                               | 24     | 8       | Steven Dean Moore  |
| 2014  | Luca$                                         | Luca$                                          | 25     | 17      | Chris Clements     |
| 2014  | Drôle de camping                              | Blazed and Confused                            | 26     | 7       | Rob Oliver         |
| 2015  | Halloween d'horreur                           | Halloween of Horror                            | 27     | 4       | Mike B. Anderson   |
| 2016  | Chagrin constant                              | Gal of Constant Sorrow                         | 27     | 14      | Matthew Nastuk     |
| 2017  | À la recherche de Mister Goodbart             | Looking for Mr. Goodbart                       | 28     | 20      | Michael Polcino    |
| 2018  | Maman travaille                               | Werking Mom                                    | 30     | 7       | Michael Polcino    |
| 2020  | Droit au puits                                | Highway to Well                                | 31     | 17      | Chris Clements     |
| 2020  | À la façon du chien                           | The Way of the Dog                             | 31     | 22      | Matthew Faughnan   |
| 2021  | Code G.R.A.N.D.-P.È.R.E.                      | The Man from G.R.A.M.P.A.                      | 32     | 21      | Bob Anderson       |
| 2022  | Mon poulpe et un professeur                   | My Octopus and a Teacher                       | 33     | 18      | Rob Oliver         |
| 2022  | Simpson Horror Show XXXIII                    | Treehouse of Horror XXXIII                     | 34     | 6       | Rob Oliver         |
| 2023  | Songe d'une nuit d'enfance                    | A Mid-Childhood Night's Dream                  | 35     | 2       | Matthew Faughnan   |
| 2024  | Un Noël sous hypnose (Partie 1 et 2)          | O C'mon All Ye Faithful - Part 1 & 2           | 36     | 10      | Debbie Bruce Mahan |
| 2024  | Un Noël sous hypnose (Partie 1 et 2)          | O C'mon All Ye Faithful - Part 1 & 2           | 36     | 11      | Matthew Faughnan   |

#### Autre
- 1993-1995 : La Fête à la maison (7 épisodes)
- 1995-1996 : The Parent 'Hood (4 épisodes)
- 1998 : La Famille Delajungle (1 épisode)

### Productrice
- 1998-2014 : Les Simpson (295 épisodes)
- 2012 : Stand Up to Cancer
- 2014 : The Simpsons Take the Bowl